# Ensom er noget man er for sig selv
Ensom er noget man er for sig selv er en dansk kortfilm fra 2009, der er instrueret af Rasmus Kloster Bro efter manuskript af ham selv og Jakob Katz.

## Handling
Anders fjerner sig fra sin gravide kæreste, Liv, i en lang glidende bevægelse. Han tager ud i skoven for at undersøge sin ensomhed. Skoven efterlader sine spor, men bevægelsen fortsætter, indtil han forsøger at genfinde forbindelsen til Liv.